# Diego Riolfo
Diego Nicolás Riolfo Pérez (ur. 8 stycznia 1990 w Montevideo) – urugwajski piłkarz występujący na pozycji prawego skrzydłowego, obecnie zawodnik meksykańskiej Necaxy.

## Kariera klubowa
Riolfo pochodzi ze stołecznego Montevideo i jest wychowankiem tamtejszego klubu Central Español. Do pierwszego zespołu został włączony jako dwudziestolatek przez szkoleniowca Daniela Sáncheza, w urugwajskiej Primera División debiutując 28 sierpnia 2010 w zremisowanym 0:0 spotkaniu z Cerro. Premierowego gola w najwyższej klasie rozgrywkowej strzelił natomiast 4 grudnia tego samego roku w przegranej 2:4 konfrontacji z Danubio. W Central Español pełnił wyłącznie rolę rezerwowego, a na koniec swojego pierwszego sezonu – 2010/2011 – spadł z nim do drugiej ligi, lecz sam pozostał na najwyższym szczeblu, przenosząc się do innej drużyny ze stolicy – ekipy Montevideo Wanderers. Tam występował przez kolejny rok, również nie potrafiąc wywalczyć sobie miejsca w wyjściowym składzie.
Latem 2012 Riolfo na zasadzie wypożyczenia zasilił hiszpańskiego drugoligowca Recreativo Huelva, dołączając do swojego rodaka Andrésa Lamasa. Jego barwy reprezentował przez rok, jednak na boiskach pojawiał się sporadycznie – w taktyce trenera Sergi Barjuána był głównie alternatywą na pozycji prawoskrzydłowego dla Alexandra Szymanowskiego. Po zajęciu z Recreativo czternastego miejsca w tabeli powrócił do Wanderers, gdzie został już jednym z ważniejszych graczy ekipy i w sezonie 2013/2014 zdobył z nim wicemistrzostwo Urugwaju. Od tamtego czasu był kluczowym graczem formacji ofensywnej, lecz w maju 2015 jego dobrą passę przerwało zerwanie więzadeł krzyżowych, w wyniku którego musiał pauzować przez pół roku. Zaraz po rekonwalescencji powrócił jednak do pierwszej jedenastki, a ogółem barwy Wanderers reprezentował przez cztery lata.
W lipcu 2016 Riolfo wyjechał do Meksyku, za pół miliona dolarów zostając graczem beniaminka pierwszej ligi – zespołu Club Necaxa z miasta Aguascalientes. W tamtejszej Liga MX zadebiutował 17 lipca 2016 w zremisowanym 0:0 meczu z Cruz Azul.

## Statystyki kariery
| Central Español   | 2010–2011 | Urugwaj   | Primera División | 14  | 1  | — | —  | —  | — | —  | 14  | 1  |
| Wanderers         | 2011–2012 | Urugwaj   | Primera División | 6   | 0  | — | —  | —  | — | —  | 6   | 0  |
| Recreativo Huelva | 2012–2013 | Hiszpania | Segunda División | 11  | 0  | 1 | 0  | —  | — | —  | 12  | 0  |
| Wanderers         | 2013–2014 | Urugwaj   | Primera División | 30  | 3  | — | —  | —  | — | —  | 30  | 3  |
| Wanderers         | 2014–2015 | Urugwaj   | Primera División | 26  | 4  | — | —  | CL | 6 | 1  | 32  | 5  |
| Wanderers         | 2015–2016 | Urugwaj   | Primera División | 15  | 6  | — | —  | —  | — | —  | 15  | 6  |
| Necaxa            | 2016–2017 | Meksyk    | Liga MX          | 0   | 0  | — | —  | —  | — | —  | 0   | 0  |
| Ogółem            |           |           |                  |     |    |   |    |    |   |    |     |    |
| Urugwaj           | Urugwaj   | Urugwaj   | 91               | 14  | —  | — | CL | 6  | 1 | 97 | 15  |    |
| Hiszpania         | Hiszpania | Hiszpania | 11               | 0   | 1  | 0 | —  | —  | — | 12 | 0   |    |
| Meksyk            | Meksyk    | Meksyk    | 0                | 0   | —  | — | —  | —  | — | 0  | 0   |    |
| Ogółem            | Ogółem    | Ogółem    | Ogółem           | 102 | 14 | 1 | 0  | CL | 6 | 1  | 109 | 15 |

- CL – Copa Libertadores